# Frontier (Fernsehserie, 2016)
Frontier ist eine kanadische Historien-Dramaserie von Brad Peyton sowie Rob und Peter Blackie über den skrupellosen Jäger und Fellhändler Declan Harp, der im 18. Jahrhundert beim Pelzhandel in Nordamerika mitwirkte. Die Erstausstrahlung fand am 6. November 2016 beim kanadischen Discovery Channel statt. Am 20. Januar 2017 wurde die erste Staffel außerhalb Kanadas über den Video-on-Demand-Dienst Netflix veröffentlicht. Die zweite Staffel erschien am 24. November 2017 ebenfalls auf Netflix. Im September 2017 wurde die Serie um eine dritte Staffel verlängert, die seit dem 23. November 2018 bei Netflix zu sehen ist.

## Handlung
Der Geächtete Harp, Sohn einer Cree und eines Iren, beteiligt sich an illegalen Aktivitäten und führt einen Rachefeldzug gegen Lord Benton und seine Schergen, einen ranghohen Beamten der Hudson’s Bay Company und die dazugehörigen englischen Soldaten. Seine Herkunft ermöglicht Harp den Zugang zu Fellen der First Nations und er versucht, die englische Konkurrenz auszustechen. Auch Franzosen, Amerikaner und Schotten versuchen, auf dem hart umkämpften Markt mitzumischen.
Ein junger Ire, der als blinder Passagier in die neue Welt kam, läuft zu Declan Harp über und unterstützt ihn bei seinem Plan.

## Besetzung und Synchronisation
| Figur                | Darsteller          | Deutscher Sprecher                                        | Folgen    |
| -------------------- | ------------------- | --------------------------------------------------------- | --------- |
| Declan Harp          | Jason Momoa         | Matti Klemm                                               | 1.01–     |
| Lord Benton          | Alun Armstrong      | Axel Lutter                                               | 1.01–3.06 |
| Michael Smyth        | Landon Liboiron     | Sebastian Fitzner                                         | 1.01–     |
| Clenna Dolan         | Lyla Porter-Follows | Peggy Pollow                                              | 1.01–     |
| Grace Emberly        | Zoe Boyle           | Claudia Gáldy                                             | 1.01–     |
| Captain Chesterfield | Evan Jonigkeit      | David Turba                                               | 1.01–2.06 |
| Pater James Coffin   | Christian McKay     | Bernd Vollbrecht                                          | 1.01–1.06 |
| Sokanon              | Jessica Matten      |                                                           | 1.01–     |
| Imogen               | Diana Bentley       |                                                           | 1.01–     |
| Vanstone             | Paul Ewan Wilson    | Daniel Montoya                                            | 1.01–3.06 |
| Samuel Grant         | Shawn Doyle         | Peter Flechtner                                           | 1.01–     |
| Cobbs Pond           | Greg Bryk           | Rainer Fritzsche (Staffel 1–2), Tino Kießling (Staffel 3) | 1.01–     |
| Mary                 | Breanne Hill        |                                                           | 1.01–     |
| Jean-Marc Rivard     | Paul Fauteux        | Michael Iwannek                                           | 1.01–     |
| Douglas Brown        | Allan Hawco         | Karlo Hackenberger                                        | 1.02–     |
| Malcolm Brown        | Michael Patric      | Frank Schröder                                            | 1.02–     |
| Elizabeth Carruthers | Katie McGrath       | Antje Thiele                                              | 1.04–2.05 |
| McTaggert            | Jamie Sives         | Uwe Jellinek                                              | 2.02–     |
| Charleston           | Demetrius Grosse    | Marco Kröger                                              | 2.02–3.03 |

## Episodenliste

### Staffel 1
| Nr. (ges.) | Nr. (St.) | Deutscher Titel     | Originaltitel         | Erstausstrahlung Kanada | Deutschsprachige Erstveröffentlichung (D/A/CH) | Regie        | Drehbuch                                 |
| ---------- | --------- | ------------------- | --------------------- | ----------------------- | ---------------------------------------------- | ------------ | ---------------------------------------- |
| 1          | 1         | Die neue Welt       | A Kingdom Unto Itself | 6. Nov. 2016            | 20. Jan. 2017                                  | Brad Peyton  | Rob Blackie, Peter Blackie & Perry Chafe |
| 2          | 2         | Kriegerische Brüder | Little Brother War    | 13. Nov. 2016           | 20. Jan. 2017                                  | Brad Peyton  | Perry Chafe                              |
| 3          | 3         | Mushkegowuk Esquewu | Mushkegowuk Esquewu   | 20. Nov. 2016           | 20. Jan. 2017                                  | John Vatcher | Rob Blackie, Peter Blackie & Joseph Kay  |
| 4          | 4         | Wölfe               | Wolves                | 27. Nov. 2016           | 20. Jan. 2017                                  | Kelly Makin  | Greg Nelson                              |
| 5          | 5         | Der Schüler         | The Disciple          | 4. Dez. 2016            | 20. Jan. 2017                                  | Ken Girotti  | Greg Nelson                              |
| 6          | 6         | Am Galgen           | The Gallows           | 11. Dez. 2016           | 20. Jan. 2017                                  | Ken Girotti  | Greg Spottiswood                         |

### Staffel 2
| Nr. (ges.) | Nr. (St.) | Deutscher Titel                                      | Originaltitel                                       | Erstausstrahlung Kanada | Deutschsprachige Erstveröffentlichung (D/A/CH) | Regie          | Drehbuch                       |
| ---------- | --------- | ---------------------------------------------------- | --------------------------------------------------- | ----------------------- | ---------------------------------------------- | -------------- | ------------------------------ |
| 7          | 1         | Koppelnavigation                                     | Dead Reckoning                                      | 18. Okt. 2017           | 24. Nov. 2017                                  | Brad Peyton    | Sherry White                   |
| 8          | 2         | Gesucht                                              | Wanted                                              | 25. Okt. 2017           | 24. Nov. 2017                                  | Brett Sullivan | Aubrey Nealon                  |
| 9          | 3         | Der Wolf und der Bär                                 | The Wolf and the Bear                               | 1. Nov. 2017            | 24. Nov. 2017                                  | John Vatcher   | Chris Roberts                  |
| 10         | 4         | Meuterei                                             | Mutiny                                              | 8. Nov. 2017            | 24. Nov. 2017                                  | David Frazee   | Adriana Maggs                  |
| 11         | 5         | Kanonenkugel                                         | Cannonball                                          | 15. Nov. 2017           | 24. Nov. 2017                                  | Paul Fox       | Kerri MacDonald & Sherry White |
| 12         | 6         | Keetom Takooteeoo Maheekun (Die Rückkehr des Wolfes) | Keetom Takooteeoo Maheekun (The Return of the Wolf) | 22. Nov. 2017           | 24. Nov. 2017                                  | David Frazee   | Peter Blackie & Rob Blackie    |

### Staffel 3
| Nr. (ges.) | Nr. (St.) | Deutscher Titel                    | Originaltitel                | Erstveröffentlichung Kanada, USA | Deutschsprachige Erstveröffentlichung (D/A/CH) | Regie        | Drehbuch                        |
| ---------- | --------- | ---------------------------------- | ---------------------------- | -------------------------------- | ---------------------------------------------- | ------------ | ------------------------------- |
| 13         | 1         | Im Reich der Schatten              | The Low Road                 | 23. Nov. 2018                    | 23. Nov. 2018                                  | TJ Scott     | Sherry White                    |
| 14         | 2         | Bis ans Ende der Welt              | La Fin Du Monde              | 23. Nov. 2018                    | 23. Nov. 2018                                  | TJ Scott     | Russ Cochrane                   |
| 15         | 3         | Satanazes                          | Satanazes                    | 23. Nov. 2018                    | 23. Nov. 2018                                  | TJ Scott     | Kerri MacDonald                 |
| 16         | 4         | Alle für alle und keiner für einen | All For All and None For One | 23. Nov. 2018                    | 23. Nov. 2018                                  | Lee Rose     | Sherry White & Michelle Latimer |
| 17         | 5         | Das Haus des Herrn                 | House of the Lord            | 23. Nov. 2018                    | 23. Nov. 2018                                  | John Vatcher | Christopher Roberts             |
| 18         | 6         | Die Sünden der Väter               | The Sins of the Father       | 23. Nov. 2018                    | 23. Nov. 2018                                  | John Vatcher | Rob Blackie & Peter Blackie     |

## Historischer Hintergrund
Die in der Serie erwähnte Hudson’s Bay Company existiert bis heute als kanadischer Warenhauskonzern. Von 2015 bis 2019 war sie Besitzerin der deutschen Kaufhof-Kette. Ebenso gibt es den Hauptort der Handlung Fort James. Er heißt inzwischen Fort Severn First Nation und hat etwa 400 Einwohner. Die Serie greift allgemein reale Konflikte zwischen Engländern, Schotten, Kanadiern und anderen Interessengruppen um den Pelzhandel jener Zeit auf. Die gezeigten Figuren und ihre konkreten Handlungen sind jedoch frei erfunden und haben kein reales Vorbild.